# Ancylus lapicidus
Ancylus lapicidus е вид охлюв от семейство Planorbidae. Видът е застрашен от изчезване.

## Разпространение
Разпространен е в Северна Македония.